# Robert Wilberforce
Robert Isaac Wilberforce (Clapham, 19. prosinca 1802. – Albano, 3. veljače 1857.) bio je engleski svećenik i pisac.

## Životopis

### Mladost i školovanje
Rođen je u Claphamu, 19. prosinca 1802. godine. Bio je drugi sin abolicionista Williama Wilberforca. Njegova braća Samuel i Henry su bili anglikanski svećenici; Henry se kasnije obratio na katoličanstvo.
Školovao se na koledžu Oriel u Oxfordu.

## Službe
Godine 1826. zaređen je za anglikanskog svećenika, a među njegovim prijateljima i kolegama bili su Newman, Pusey i Keble. Svi oni su bili istaknute osobe unutar Oxfordskog pokreta i uključeni u objavljivanje „Traktata za vremenska razdoblja”.
Nekoliko godina bio je jedan od učitelja na Orielu. Njegovi religiozni stavovi nisu se sviđali prorektoru Edwardu Hawkinsu, pa je 1831. Wilberforce dao ostavku i napustio Oxford. Odlazak iz Oxforda dao mu je priliku studirati u njemačkim područjima.
Godine 1841. imenovan je arhiđakonom istočnog dijela Yorkshirea. Otprilike u to vrijeme Wilberforce se zbližio s Henryjem Manningom i razmijenili su brojna pisma o teološkim i crkvenim pitanjima. Bili su duboko uključeni u preispitivanje odnosa između Engleske crkve i katolicizma. Dana 27. ožujka 1848. Robert Wilberforce i njegov brat Samuel pridružili su se Udruzi Canterbury.
Tijekom njegova boravka u Burton Agnesu i njegovog dopisivanja s Manningom započela je Robertova prava borba s njegovom religijom. Spori ritam života osiguravao je da veći dio vremena provodi neprestano razmišljajući o istim pitanjima. Njegovo rastuće razočaranje bilo je usredotočeno na ono što je smatrao neurednom granicom između države i crkve, zbog koje je njegova odanost Engleskoj crkvi postupno slabila sve dok nije posve nestala.
Godine 1851. Manning se pridružio Katoličkoj Crkvi, a tri godine kasnije Wilberforce je napravio isti korak. Njegovo obraćenje došlo je kao reakcija na takozvanu Gorhamovu presudu. Činilo se da su učinci toga potvrdili Robertove sumnje i posljedično njegovo uvjerenje da je Engleska crkva heretičko tijelo kojem on više ne može pripadati mirne savjesti, što je zauvijek odvratilo njegovu odanost od Canterburyja i Yorka prema Rimu.
Također se smatra da ga je kontroverza koja je nastala nakon objavljivanja njegove „Doktrine o Svetoj Euharistiji”, treće u nizu takvih doktrina koje su preispitivale sakramentalno učenje, možda usmjerila prema Katoličkoj Crkvi, prisilivši ga da konačno donese odluku s kojom se borio toliko godina. Njegovi pogledi na euharistiju bili su toliko ekstremni da su ih smatrali heretičnim i kada su glasine o kaznenom progonu počele dopirati do njega u ljeto 1854. Robert je donio konačnu odluku. Dana 30. kolovoza opozvao je svoju privolu na Prisegu vrhovništva i podnio ostavku na sve svoje dužnosti anglikanskom nadbiskupu te je u listopadu otputovao u Pariz gdje je trebao biti primljen u Katoličku Crkvu na blagdan Svih Svetih.

### Smrt
Dok je bio u formaciji za ređenje za katoličkog svećenika, umro je u Albanu, 3. veljače 1857. godidne. Pokopan je u Rimu u bazilici Santa Maria sopra Minerva, blizu Panteona. Njegov grob nalazi se odmah izvan desnog transepta crkve.

## Obitelj
Godine 1832. oženio je Agnes Everildu Wrangham, koja je umrla 1834., ostavivši mu dvoje djece, a tri godine kasnije oženio se Jane Legard, s kojom nije imao potomstvo.
Iza njega ostala su dva sina, William Francis Wilberforce (1833.–1905.), vikar Brodswortha i predsjednik društva „Oxford Union”, i Edward Wilberforce (1834.–1914.), koji je postao jedan od članova Vrhovnog suda.

### Knjige
- Bain, Rev. Michael. 2007. The Canterbury Association (1848–1852): A Study of Its Members' Connections (PDF) (engleski). Project Canterbury. Christchurch. Pristupljeno 22. rujna 2012.
- Chisholm, Hugh, ur. 1911. Wilberforce, Robert Isaac. Encyclopædia Britannica (engleski). Cambridge University Press
- Herbermann, Charles George, ur. 1913. Wilberforce, Robert Isaac. Encyclopædia Britannica (engleski). Cambridge University Press
- Morrah, Herbert Arthur. 1923. The Oxford Union, 1823-1923 (engleski). University of Virginia. New York.
- Newsome, David. 1966. The parting of friends: a study of the Wilberforces and Henry Manning (engleski). Murray. London. str. 399, 402

### Članci
- Conrad, Burkhard. 2016. The politics of a conversion – the case of Robert Isaac Wilberforce. International Journal for the Study of the Christian Church (engleski). 16 (3)